# Weißstirn-Lappenschnäpper
Der Weißstirn-Lappenschnäpper (Platysteira albifrons) ist ein Vogel aus der Familie der Afrikaschnäpper (Platysteiridae).
Er ist endemisch in Angola. Die Verbreitung erstreckt sich möglicherweise bis in die DR Kongo, was auf unbestätigten Angaben beruht.
Das Verbreitungsgebiet umfasst Dickicht, Galeriewald und Waldrand von Mangroven, auch Kaffeeplantagen bis 375 m Höhe.
Die Art ist ein Standvogel.
Das Artepitheton kommt von lateinisch albus ‚weiß‘ und lateinisch frons, frontis ‚Stirn‘.

## Aussehen
Die Art ist 10–13 cm groß und wiegt 11–13 g. Sie ist schwarz-weiß und grau mit breitem scharlachrotem Überaugenlappen und weißer Flügelbinde. Das Männchen ist am Nacken und Schwanzoberseite sowie am breiten, bläulich glänzendem Brustband schwarz, ansonsten auf der Oberseite und den Flügeln dunkelgrau. Die Unterseite ist weiß. Die Iris ist blass-grau, das Unterlid grün, der Schnabel ist schwarz. Die Beine sind dunkel purpurfarben. Das Weibchen ist blasser, das Brustband fehlt, die Flanken sind heller grau. Jungvögel haben rötliche Federspitzen oben und sind auf der Unterseite gelbbraun, Brust und Kehle sind zimtfarben bis rotbraun, der Überaugenlappen fehlt noch.
Der Vogel ähnelt dem Bindenlappenschnäpper (Platysteira cyanea), ist aber auf der Oberseite dunkelgrau und nicht schwarz, das Weibchen unterscheidet sich vom weiblichen Schwarzkehl-Lappenschnäpper (Platysteira peltata) durch die ganz weiße Kehle und Brust.

## Stimme
Der Ruf ist nicht beschrieben.
Die Art ist monotypisch.

## Lebensweise
Die Art ernährt sich von Gliederfüßern, die von Zweig zu Zweig hüpfend erbeutet werden. Der Vogel tritt paarweise oder in Familiengruppen auf, ist auch in gemischten Jagdgemeinschaften anzutreffen.

## Fortpflanzung
Jungvögel wurden im November beobachtet, weiteres ist nicht bekannt.

## Gefährdungssituation
Der Bestand gilt als potentiell gefährdet (Near Threatened) durch Habitatverlust.